# Sergio Tejera
Sergio Tejera Rodríguez (ur. 28 maja 1990 w Barcelonie) – hiszpański piłkarz występujący na pozycji pomocnika w Anorthosisie Famagusta.